# Shrewsbury (Vermont)
Shrewsbury és una població dels Estats Units a l'estat de Vermont. Segons el cens del 2000 tenia 1.108 habitants.

## Demografia
Segons el cens del 2000, Shrewsbury tenia 1.108 habitants, 426 habitatges, i 322 famílies. La densitat de població era de 8,5 habitants per km².
Dels 426 habitatges en un 32,6% hi vivien nens de menys de 18 anys, en un 64,3% hi vivien parelles casades, en un 7,7% dones solteres, i en un 24,2% no eren unitats familiars. En el 19,5% dels habitatges hi vivien persones soles el 5,4% de les quals corresponia a persones de 65 anys o més que vivien soles. El nombre mitjà de persones vivint en cada habitatge era de 2,53 i el nombre mitjà de persones que vivien en cada família era de 2,9.
Per edats la població es repartia de la següent manera: un 24% tenia menys de 18 anys, un 5,1% entre 18 i 24, un 26,3% entre 25 i 44, un 32,3% de 45 a 60 i un 12,3% 65 anys o més.
L'edat mediana era de 43 anys. Per cada 100 dones de 18 o més anys hi havia 93,6 homes.
La renda mediana per habitatge era de 48.472 $ i la renda mediana per família de 51.681 $. Els homes tenien una renda mediana de 37.656 $ mentre que les dones 25.125 $. La renda per capita de la població era de 22.042 $. Entorn del 2,2% de les famílies i el 6,2% de la població estaven per davall del llindar de pobresa.